# マーク・ソンドハイマー
マーク・ソンドハイマー（Marc Sondheimer）は、アメリカ合衆国のプロデューサーである。ピクサーの短編アニメ映画『ひな鳥の冒険』で知られ、監督のアラン・バリラーロと共にアカデミー短編アニメ賞を受賞した。

## フィルモグラフィ
| 年   | 作品                                             | 備考                                                                |
| ---- | ------------------------------------------------ | ------------------------------------------------------------------- |
| 2004 | Mr.インクレディブル The Incredibles              | プロダクション・ファイナンス・リード                                |
| 2007 | レミーのおいしいレストラン Ratatouille           | プロダクション・アカウンタント                                      |
| 2008 | ウォーリー WALL-E                                | セット・デパートメント・マネージャー/フィルム・ファイナンス・リード |
| 2009 | カールじいさんの空飛ぶ家 Up                      | アドミニストレーション&ファイナンス: ピクサー・スタジオ・チーム     |
| 2009 | Calendar Confloption                             | 短編 アソシエイト・プロデューサー                                   |
| 2010 | デイ&ナイト Day & Night                          | 短編 アソシエイト・プロデューサー                                   |
| 2012 | ジョン・カーター John Carter                     | プロダクション・アカウンタント                                      |
| 2013 | モンスターズ・ユニバーシティ Monsters University | スタジオ・ファイナンス・チーム                                      |
| 2015 | アーロと少年 The Good Dinosaur                   | アソシエイト・プロデューサー                                        |
| 2016 | ファインディング・ドリー Finding Dory            | プロダクション・ファイナンス・リード                                |
| 2016 | ひな鳥の冒険 Piper                               | 短編 プロデューサー                                                 |

## 受賞とノミネート
| 賞           | 授賞式        | 部門             | 候補             | 結果 | 参照  |
| ------------ | ------------- | ---------------- | ---------------- | ---- | ----- |
| アカデミー賞 | 2017年2月26日 | 短編アニメ賞     | 『ひな鳥の冒険』 | 受賞 | [ 4 ] |
| アニー賞     | 2017年2月4日  | 短編アニメ作品賞 | 『ひな鳥の冒険』 | 受賞 | [ 5 ] |